# Bijele Zemlje
Bijele Zemlje (wł. Terre Bianche) – wieś w Chorwacji, w żupanii istryjskiej, w gminie Grožnjan. W 2011 roku liczyła 80 mieszkańców.